# Чхве Хён Джу
Чхве Хён Джу (кор. 최현주; 6 августа 1984, Чолла-Пукто, Республика Корея) — южнокорейская спортсменка, стрелок из лука, олимпийская чемпионка 2012 года в командном первенстве.